# Campylotropis wilsonii
Campylotropis wilsonii är en ärtväxtart som beskrevs av Anton Karl Schindler. Campylotropis wilsonii ingår i släktet Campylotropis och familjen ärtväxter. Inga underarter finns listade i Catalogue of Life.